# Een leven op onze planeet
Een leven op onze planeet: Een terugblik en een toekomstvisie (A Life on Our Planet) is een boek uit 2020 van documentairemaker David Attenborough en filmmaker Jonnie Hughes. Het boek beschrijft de opmars van Attenboroughs carrière als presentator en natuurkenner, tezamen met de neergang van wilde natuur en een verhoogde hoeveelheid koolstof in de atmosfeer als gevolg van de gestegen wereldbevolking. Het boek beschrijft de periode van 1937 t/m 2020. Attenborough waarschuwt daarna voor de gevolgen van klimaatverandering, verlies van biodiversiteit en bijbehorende natuurrampen. Vervolgens beschrijft hij een toekomstvisie die mogelijk de oplossing is voor een duurzaam bestaan van de mensheid op aarde. Het boek is gezamenlijk gepubliceerd met de Netflixdocumentaire David Attenborough: A Life on Our Planet, beide brengen ze dezelfde boodschap.

## Inhoud
Het boek is opgedeeld in een inleiding (Onze grootste fout), drie delen (1 Terugblik, 2 Wat komen gaat en 3 Toekomstvisie: de wereld weer wild maken) en een conclusie (Onze grootste kans).
De inleiding confronteert de lezer met de kernramp van Tsjernobyl. Het beschrijft hoe menselijk falen bijgedragen heeft aan een grote ramp voor de bevolking van Pripyat en dat de stad vervolgens weer een weelde van wilde natuur geworden is. De stad huisvestte de medewerkers van de kerncentrale, hier was de stad voor gesticht. Attenborough vervolgt met de stelling dat ‘Vandaag zijn we allemaal inwoners van Pripyat. We leiden onze aangename levens in de schaduw van een ramp die we zelf veroorzaken’ om tot slot af te sluiten met de hoop dat we het tij nog ten goede kunnen keren.
Deel 1 Terugblik omvat de periode van 1937 t/m 2020. In die tijd beschrijft Sir David Attenborough uitgegroeid te zijn van een nieuwsgierige 11-jarige jongen tot een man van 94 met een uitgebreide staat van dienst bij de BBC Television Service. De wereld is hem leren kennen als een presentator, bioloog en natuurkenner. Hij neemt de lezer mee naar zijn herinneringen, interesses tot en met het heden waar hij zijn inspanningen bij de Verenigde Naties, het Internationaal Monetair Fonds, het World Economic Forum, bankiers in Londen en feestgangers in Glastonbury benoemt. Zijn zorgen uit hij met de volgende woorden: ’Ik moet blijven stilstaan bij de vreselijke dingen die de mensheid tijdens mijn leven de planeet heeft aangedaan. (...) Gaan we slaapwandelend een catastrofe tegemoet, net als die arme inwoners van Pripyat?’
Het boek is voorzien van tal van noten die verwijzen naar wetenschappelijk onderzoek. Door middel van die onderzoeken onderbouwt Attenborough zijn standpunten en om zijn verhaal kracht bij te zetten begint elk hoofdstuk, wat een bepaald jaartal is, met de toenmalige waarden van de wereldbevolking, koolstof in de atmosfeer en de percentage wilde natuur. Deze waarden zijn in onderstaande tabel weergegeven en geven de lezer een indruk welke impact de mens op haar eigen habitat, onze planeet, de aarde, heeft.
| Jaartal | Wereldbevolking | Koolstof in de atmosfeer   | Percentage wilde natuur |
| ------- | --------------- | -------------------------- | ----------------------- |
| 1937    | 2,3 miljard     | 280ppm{\displaystyle ^{2}} | 66%                     |
| 1954    | 2,7 miljard     | 310ppm{\displaystyle ^{2}} | 64%                     |
| 1960    | 3,0 miljard     | 315ppm{\displaystyle ^{2}} | 62%                     |
| 1968    | 3,5 miljard     | 323ppm{\displaystyle ^{2}} | 59%                     |
| 1971    | 3,7 miljard     | 326ppm{\displaystyle ^{2}} | 58%                     |
| 1978    | 4,3 miljard     | 335ppm{\displaystyle ^{2}} | 55%                     |
| 1989    | 5,1 miljard     | 353ppm{\displaystyle ^{2}} | 49%                     |
| 1997    | 5,9 miljard     | 360ppm{\displaystyle ^{2}} | 46%                     |
| 2011    | 7,0 miljard     | 391ppm{\displaystyle ^{2}} | 39%                     |
| 2020    | 7,8 miljard     | 415ppm{\displaystyle ^{2}} | 35%                     |

Deel 2 Wat komen gaat is het dunste deel van de drie delen en schetst het scenario wat er met onze planeet en de mensheid kan gebeuren indien er geen verandering komt in hoe de mensheid omgaat met onze planeet. Aan de hand van het planetairegrenzenmodel wordt de stabiele drempelwaarde per planetaire grens getoond en welke grenzen er reeds overschreden zijn, welke nog niet overschreden zijn en welke nog niet gedefinieerd zijn. Nadat de lezer een indruk heeft van wat er anno 2020 belangrijk geacht wordt om de menselijke leefomgeving te waarborgen schetst Attenborough, wederom op basis van wetenschappelijke bronnen, wat de aankomende decennia - indien er geen verandering van de menselijke invloed op onze planeet plaatsvindt - voor gevolgen bevatten voor onze planeet en de mensheid. In feite voorspelt hij hiermee het eind van het holoceen.
- Zo zal volgens zijn voorspelling de jaren 30 van de 21e eeuw worden gekenmerkt door vergaande ontbossing (tot 75% van de oorspronkelijke omvang), verhoogde en concreter gemaakte kosten voor mensen, miljoenen ontheemde mensen, afname van regelval in met name Zuid-Amerika waardoor er problemen met het drinkwater in grote steden ontstaan. De voedselproductie in Zuid-Amerikaanse landen wordt veel lager, de opgeslagen koolstofdioxide in het Amazone gebied zal voor meer luchtvervuiling zorgen met als versnellende reacties dat fotosynthese afneemt en de heropname van koolstofdioxide beperkt zal zijn. Toenemende temperaturen zijn dan het gevolg waardoor bijvoorbeeld de Atlantische Oceaan zijn eerste ijsvrije zomer gaat meemaken.
- De schets voor de jaren 40 wordt gekenmerkt door nog verdergaande gevolgen. Het volgende citaat spreekt wat dat betreft boekdelen: ’Aardverschuivingen en overstromingen van Bijbelse proporties zouden plaatsvinden doordat miljoenen kubieke meters vloeibare bodem zich naar lager gelegen gebieden bewegen.’[3] Tevens wordt er door Attenborough gewaarschuwd dat de zogenaamde methaan- en kooldioxidekraan nooit meer door de mensheid dichtgedraaid kan worden.
- De jaren 50 worden vervolgens getekend door desastreuze gevolgen voor de oceanen, met mogelijke gevolgen voor honderden miljoenen mensen die problemen gaan ondervinden in hun levensonderhoud omdat men de eiwitbron uit vis kwijtraakt.
- Voor de jaren 80 wordt de trend verder doorgezet en de kans op nieuwe pandemieën genoemd.
- Tot slot eindigen zijn onheilspellende verwachtingen met humanitaire crisissen en de zesde massa-extinctie.

Ter overbrugging naar een hoopvol derde deel slaat hij alvast een brug door te stellen dat er een uitweg is. ’Eigenlijk is het simpel. Het antwoord ligt al die tijd open en bloot voor ons.’
Deel 3 Toekomstvisie: De wereld weer wild maken is het deel waarin Attenborough komt met zijn hoopvolle visie om de eerder beschreven uitdagingen aan te gaan. Hiervoor wordt het donutmodel als leidraad gebruikt. In principe is het donutmodel het planerairegrenzenmodel waarbij de stabiele grenswaarden vervangen zijn door een (sociale) ondergrens en een (ecologische) bovengrens. Met zijn oplossingen hoopt hij dat het holoceen kan blijven voortbestaan.
Na een aantal inspirerende foto's stelt hij achtereenvolgens dat de mensheid moet afleren om als maar te willen groeien omdat oneindige groei in een eindige wereld onmogelijk is. Dat de energietransitie cruciaal is omdat het verbranden van fossiele brandstoffen voor een verhoogde hoeveelheid koolstofdioxide in de lucht zorgt, we hebben nog maximaal 10 jaar aldus het boek om de transitie te laten slagen. De oceanen weer wild maken is van groot belang, niet alleen omdat het voor voedsel zorgt en een gezond ecosysteem in de oceanen, maar vooral omdat de oceanen een koolstofdioxide-opnamecapaciteit hebben. Dat de mensheid te veel ruimte op de planeet toe-eigent is tevens als pijler benoemd welke aansluit op het volgende punt, dat we het land weer wild moeten maken om tevens een gezond ecosysteem op het land in stand te houden.
Vervolgens haalt Attenborough de naderende piek van de wereldbevolking aan en refereert hier onder andere naar Hans Rosling en het model van demografische transitie; dat level vier niet het doel is, maar level vijf, zoals momenteel in Japan gaande is. Tot slot dienen we een evenwichtiger leven dienen na te streven om weer in balans te komen met onze natuurlijke habitat. In het derde deel zijn de meeste referenties gebruikt.
Tot slot sluit Attenborough af met de Conclusie Onze grootste kans waarin een afbeelding van hem, als oude man, met in zijn handen een ei en een pasgeboren kuikentje tot de verbeelding spreken, het symboliseert enigszins de levenscyclus. Uiteindelijk stelt hij: We kunnen nog iets terugdoen, onze invloed en onze ontwikkeling bijsturen, en eens te meer een soort worden in harmonie met de natuur. We hebben alleen maar de wilskracht nodig.

## Maatschappelijke impact
De daadwerkelijke impact van A Life on Our Planet (de documentaire en het boek) is begin 2021 nog niet te beschrijven. Omdat Attenborough's eerdere werk Blue Planet II voor een revolutie in het gebruik van plastic zorgde zijn er echter wel verwachtingen naar aanleiding van A Life on Our Planet.
Nadat Attenborough op Instagram een account aanmaakte, met als ondertitel A Life on Our Planet, had hij na een uur reeds een miljoen volgers. Dit account is echter niet meer actief maar heeft desalniettemin nog miljoenen volgers. In plaats daarvan verwijst hij nu naar een website die geheel in het teken staat van de film en mensen aanmoedigt om actie te ondernemen door onderzoeken, evenementen en kennisoverdracht op scholen plaats te laten vinden.

## Media
- In het Nederlands zijn er weinig recensies beschikbaar; echter het werk van Attenborough, ofwel de film op Netflix, ofwel het boek heeft de nodige aandacht in de media mogen ontvangen. De Volkskrant komt met de kritische opmerking (op het boek) dat Attenborough er mede zelf verantwoordelijk voor is dat de mensheid in slaap gesukkeld is.[10] Het NRC is iets positiever over het werk (de documentaire) van Attenborough, het begint enigszins dramatisch maar eindigt met dezelfde hoopgevende boodschap als de documentaire.[11]
- In het Engels zijn er tal van recensies geschreven met een relatief hoge score.[12]
- De Netflix-documentaire David Attenborough: Live on our planet is door Forbes benoemd als de belangrijkste documentaire van 2020.[13]